# 神曆
神历（1123年五月—十月）是辽梁王耶律雅里的年號，共計6个月。

## 改元
- 保大三年（1123年）——五月八日，耶律敵烈挾持遼天祚帝之子耶律雅里前往西北，三日後，於五月十一日立為皇帝，改元神曆。十月，耶律雅里去世，耶律朮烈即位。十一月，耶律朮烈被殺。[2][3][4]

## 纪年對照表
| 神历 | 元年   |
| ---- | ------ |
| 公元 | 1123年 |
| 干支 | 癸卯   |

## 同期存在的其他政权年号
- 中國
  - 宣和（1119年－1125年）：北宋—宋徽宗趙佶之年號
  - 保大（1121年－1125年）：遼—遼天祚帝耶律延禧之年號
  - 天輔（1117年－1123年）：金—金太祖完顏阿骨打之年號
  - 元德（1119年－1127年）：西夏—夏崇宗李乾順之年號
  - 嘉永（1122年－1128年）：大理—段正嚴之年號
- 越南
  - 天符睿武（1120年－1126年）：李朝—李乾德之年號
- 日本
  - 保安（1120年－1124年）：鳥羽天皇與崇德天皇之年号

## 深入閱讀
- 李崇智. . 北京: 中華書局. 2004年12月. ISBN 7101025129.
- 鄧洪波. . 臺北: 國立臺灣大學東亞經典與文化研究計劃. 2005年3月  [2021-11-27]. ISBN 9789860005189. （原始内容 (pdf)存档于2007-08-25）.

| 前一年號： 遼朝：保大 | 西北遼年號 | 下一年號： -- |